# 25. februar
25. februar er dag 56 i året, i den gregorianske kalender. Der er 309 dage tilbage af året (310 i skudår). Findes ikke i år 1700 i Danmark pga. skift til ny kalender.
Matthias´ dag. Matthias blev den 12. apostel efter forræderen Judas
Dagens navn: Victorinus

### Begivenheder
Født - Dødsfald
- 138 – Den romerske kejser Hadrian adopterer Antoninus Pius, som bliver hans efterfølger.
- 1308 - Edvard 2. krones som konge af England.
- 1489: Den franske Kong Karl VIII anerkender Monacos uafhængighed.
- 1634 - En af Trediveårskrigens markante personligheder, den tyske-tjekkiske feltherre Albrecht von Wallenstein myrdes af sine officerer, 50 år gammel.
- 1713 - Den svenske konge Karl 12. bliver taget til fange af tyrkerne.
- 1793 – George Washington holder det første regeringsmøde som præsident i USA.
- 1825 - Perus flag indføres i sin nuværende form.
- 1848 – De uroligheder, der har fundet sted i Paris mellem 22. og 24. februar - senere kendt som Februarrevolutionen, som førte til monarkiets og premierministerens fald, fører nu også til en ny lov, der garanterer alle borgere ret til at arbejde.
- 1836 - Samuel Colt udtager patent på den fra westerns så berømte Colt-revolver.
- 1848 - Karl Marx og Friedrich Engels udgiver Det kommunistiske manifest.
- 1862 - Den kendte, grønne dollarseddel udstedes første gang i USA.
- 1904 – Acre bliver en del af Brasilien, der har købt området af Bolivia. Størstedelen af indbyggerne er brasilianere.
- 1913 - Den 16. ændring af den amerikanske forfatning træder i kraft og giver Kongressen ret til at opkræve indkomstskat.
- 1920 - Det tyske nazistparti NSDAP grundlægges, idet forløberen Deutsche Arbeiterpartei, skifter navn.
- 1921 - Under Den Røde Hærs invasion af Georgien falder hovedstaden Tbilisi i russernes hænder, hvorefter de udråber den Georgiske Socialistiske Sovjetrepublik.
- 1932 - Adolf Hitler får tysk statsborgerskab efter at have været statsløs siden 1925.
- 1940 - Damarks, Norges og Sveriges udenrigsministre mødes i København og udtaler officielt, at landene forholder sig neutralt i 2. verdenskrig.
- 1941 - Februarstrejken i Holland er den første folkelige protest mod den nazistiske besættelse noget sted i Europa.
- 1944 - Royal Air Force ødelægger med voldsomme bombardementer så godt som hele bymidten i den tyske by Augsburg.
- 1947 - De Allierede opløser officielt den tyske delstat Preussen.
- 1947 - Paula Preradovićs digt "Land der Berge, Land am Strome" indføres som Østrigs nationalsang.
- 1948 - Tjekkoslovakiets præsident Edvard Beneš giver under Pragkuppet efter for kommunistisk pres og tvinges til at indsætte en kommunistisk regering under ledelse af Klement Gottwald
- 1952 - De 6. olympiske vinterlege afsluttes i Oslo. Danmark vinder ingen medaljer.
- 1954 - Oberst Gamal Abdel Nasser tilkæmper sig magten i Egypten.
- 1956 - Nikita Khrusjtjov holder på Sovjetunionens kommunistpartis 20. kongres sin tale, Om personkulten og dens konsekvenser, hvor han fordømmer Stalins gerninger.
- 1964 - Den 22-årige amerikaner Cassius Clay (senere kendt som Muhammad Ali) bliver den hidtil yngste verdensmester i professionel sværvægtsboksning ved i syvende runde at besejre Sonny Liston på teknisk knockout.
- 1971 - Berlingske Aftenavis udkommer for sidste gang som dagblad efter 222 år. Den fortsætter som Weekendavisen.
- 1980 - Dési Bouterse kommer til magten i Surinam ved et militærkup.
- 1985 - I Oslo indledes sagen mod diplomaten Arne Treholt, der anklages for at have spioneret til fordel for Sovjetunionen. Han idømmes senere 20 års fængsel.
- 1986 – Den filippinske præsident Ferdinand Marcos flygter. Corazón Aquino overtager magten, og bliver dermed landets første kvindelige præsident.
- 1986 - Sangen "We Are the World", skrevet af Michael Jackson og Lionel Richie og indsunget med over 40 musikstjerner til fordel for sultende i Etiopien, får fire Grammy Awards.
- 1986 - Under et besøg i Egypten må dronning Margrethe og prins Henrik i hast flyves fra Kairo, da en gruppe politisoldater gør mytteri.
- 1990 - I Nicaragua vinder oppositionen valget i Nicaragua med 55,4 procent af stemmerne, mens de siddende sandinister får 40,4 procent. Dermed kan Violeta Chamorro tiltræde som landets første kvindelige præsident.
- 1992 - Omkring 613 civile dræbes af armenske væbnede styrker under konflikten om Nagorno-Karabakh i Aserbajdsjan.
- 1991 - Udenrigs- og forsvarsministrene fra Warszawapagten beslutter på et møde i Budapest at opløse organisationen.[1]
- 1994: Under Hebronmassakren dræber den jødiske besætter Baruch Goldstein 29 personer i en moské.
- 1995 - Under busstrejken i Esbjerg fritstilles Ribus-chaufførerne.
- 1995 - Verdens første Screen Actors Guild Awards (1st Screen Actors Guild Awards) blev afholdt.
- 1996 - Teodoro Obiang Nguema Mbasogo vælges med 97,85 procent af stemmerne for tredje gang som præsident i Ækvatorialguinea. Oppositionen boykotter valget.
- 2009 - Turkish Airlines Flight 1951 styrter under landingen i Schiphol-lufthavnen i Amsterdam. Ni personer omkommer, herunder begge piloter.
- 2010 - Viktor Janukovitj tages i ed som Ukraines præsident.
- 2013 - Møbelkæden IKEA indstiller salget af svenske kødboller i sine restauranter i 15 lande. Der er påvist hestekød i bollerne i Tjekkiet.
- 2018 - Vinter-OL slutter i Pyeongchang i Sydkorea. De 17 danske atleter vender hjem uden medaljer.

### Født
- 1812 - C.C. Hall, dansk politiker og konsejlspræsident (død 1888).
- 1841 - Pierre-Auguste Renoir, fransk kunstmaler (død 1919).
- 1871 - Lesja Ukrajinka, ukrainsk digterinde, forfatter, oversætter, folklorist (død 1913).
- 1873 - Enrico Caruso, italiensk tenor (død 1921).
- 1897 - Erling Foss, dansk erhvervsmand (død 1982).
- 1910 - Erling Dinesen, dansk politiker og minister (død 1986).
- 1917 - Erhard Jakobsen, dansk politiker og partigrundlægger af CD (død 2002).
- 1917   - Anthony Burgess, britisk forfatter (død 1993).
- 1922 - Jens Peter Jensen, dansk journalist (død 1993).
- 1928 - Paul Elvstrøm, dansk sejlsportsmand (død 2016).
- 1943 - George Harrison, engelsk musiker, sangskriver og filmproducent (død 2001).
- 1950 - Néstor Kirchner, argentinsk politiker og præsident (død 2010).
- 1950   - Ole Qvist, dansk fodboldspiller og politibetjent.
- 1957 - Lise Malinovsky, billedkunstner.
- 1958 - Eva Johansson, dansk operasanger.
- 1959 - Poul Erik Tøjner, dansk museumsdirektør og forfatter.
- 1960 - Joakim Garff, dansk teolog og forfatter.
- 1967 - Andreas Bo Pedersen, dansk skuespiller.
- 1971 - Morten Wieghorst, dansk fodboldspiller og -træner.
- 1981 - Park Ji-Sung, koreansk fodboldspiller.

### Dødsfald
- 1634 - Albrecht von Wallenstein, østrigsk feltherre (født 1583).
- 1713 - Frederik 1., preussisk konge (født 1657).
- 1830 - Johan Ludvig Brockenhuus, dansk overhofmester (født 1759).
- 1723 - Christopher Wren, engelsk arkitekt (født 1632).
- 1870 - Henrik Hertz, dansk digter og dramatiker (født 1797).
- 1899 - Paul Reuter, tysk-britisk journalist (født 1816).
- 1911 - Emil Vett, dansk handelsmand (født 1843).
- 1943 - Christian Rimestad, dansk forfatter og kritiker (født 1878).
- 1981 - Arne Ungermann, dansk tegner (født 1902).
- 1981 - Agnes Thorberg Wieth, dansk skuespiller (født 1886).
- 1983 - Tennesee Williams, amerikansk forfatter (født 1911).
- 1989 - Minna Nyhus, dansk operasanger (født 1939).
- 1990 – Ingrid Larsen, dansk skakspiller (født 1909).
- 1999 – Glenn T. Seaborg, amerikansk kemiker og nobelprismodtager (født 1912).
- 2006 - Thomas Koppel, dansk komponist og musiker i Savage Rose (født 1944).
- 2007 - Jytte Borberg, dansk forfatter (født 1917).
- 2012 - Erland Josephson, svensk skuespiller, instruktør og forfatter (født 1923).
- 2020 - Hosni Mubarak, egyptisk præsident (født 1928).